# Захарна фабрика (Пловдив)
Захарна фабрика е пловдивски квартал в Кършияка. Възниква през втората половина на 30-те години на 20 век. Името произлиза от намиращия се в съседство завод за захарни изделия „Кристал“. На север—северозапад граница на квартала е железопътната линия за гара Филипово, а в източна посока се затваря от булевард „Васил Априлов“. На територията на квартала има основно училище (29-о ОУ „Димитър Димов“) и две детски градини („Пролет“ и „Захарно петле“).

## Известни личности, живели в Захарна фабрика
- Георги Чакъров (1933 – 1988) – футболист на Ботев Пловдив, олимпийски вицешампион от Мексико 68
- Михаил Карушков (р. 1940) – вратар на Арда Кърджали и Ботев Пловдив
- Добрин Ненов (р. 1942) – футболист на Ботев Пловдив, рекордьор по отбелязани голове (5) в един мач в А група (срещу Марек 9:1)
- Георги Попов -Тумби (р. 14 юли 1944) - футболист на Марица Пловдив, Ботев Пловдив
- Георги Василев-Гочо (р. 1944) – футболист на Пирин Гоце Делчев, Локомотив Пловдив, Крепост Хисар, олимпийски вицешампион от Мексико 68
- Райно Панайотов  -  футболист на Ботев Пловдив
- Величка Шишкова - волейболистка, играла в Марица Пловдив и Левски София
- Ана Татарлиева - волейболистка, играла за Марица Пловдив
- Божидар Бояджиев (р. 1963) - баскетболист, играл в Академик Пловдив, ЦСКА София и Черно Море Варна
- Юлиян Ангелов (р. 1969) - журналист във вестник "Марица"
- Йовко Иванов (р. 1972) – футболист на Марица Пловдив и Локомотив Пловдив
- Атанас Георгиев (р. 1973) – футболист на Марица Пловдив, Локомотив Пловдив и ЦСКА
- Красимир Чомаков (р. 1977) – футболист на Марица Пловдив, ЦСКА, Лече, Равена, Паниониос, Бока Сан Лазаро, Пицигетоне, Кремонезе, Леко, Спартак Пловдив